# 訓公
訓公（くんこう、生年不詳 - 永正17年（1520年）8月15日）は、室町時代後期から戦国時代にかけての浄土宗の僧侶。釈蓮社肇誉（しゃくれんしゃ ちょうよ）とも称される。

## 人物・経歴

### 修行時代
下総国飯沼弘経寺で了暁に師事し、共に三河国に渡り、松平氏の庇護を受けるようになる。

### 三河での活動
1477年（文明9年）、浄願寺を創建（異説あり）。1490年（延徳2年）、了暁の後継者として大恩寺2世となり、松平親忠の支援で寺院を御津山に移転した。のちに存冏の後任として信光明寺2世となり、松平親忠、松平長親父子の帰依を受けた。

### 知恩院住職時代
1511年（永正8年）、同門の愚底の後任として知恩院第24世に就任。在任中に3度の火災に見舞われ、阿弥陀堂や鐘楼の再建にあたった。1520年（永正17年）に遺言で弟子の存牛（松平親忠の子）を後任に指名した。

## 事績

### 寺院整備
- 大恩寺を三河浄土宗鎮西派の拠点寺院に発展させ中興の祖と称される[3]。
- 信光明寺で松平氏の菩提寺制度を確立[4]。

### 人材育成
- 松平親忠の子・存牛を育成し、後の知恩院25世として送り出す[5]。

## 文化財
- 紙本墨書後柏原天皇綸旨 - 岡崎市指定文化財（信光明寺所有、岡崎市美術博物館寄託）、訓公の遺言により存牛に知恩院25世になるように命じた1520年（永正17年）の文書[5]